# ロビン・フレイザー
ロビン・ルーシャス・フレイザー（Robin Lucius Fraser、1966年12月17日 - ）は、アメリカ合衆国の元サッカー選手であり、サッカー指導者である。現在はMLS ・コロラド・ラピッズの監督である。
選手としては、MLSで主に活躍し、アメリカ代表として1988年から2001年の間に27試合出場している。

## 選手経歴

### プロキャリア
1988年にアメリカン・サッカーリーグのマイアミ・シャークスと契約し、2年間プレーした。1990年APSL(アメリカン・プロサッカーリーグ)のコロラド・フォクセズに移籍し、1995年までプレーした間に、APSLのオールスターチームに4年連続で選出された。
メジャーリーグサッカーが創設されると、ドラフト会議でロサンゼルス・ギャラクシーに割り当てられ、在籍した5シーズンのうち、4回のMLSベストイレブン選出(1996,1998,1999,2000)、1999年のMLSの最優秀ディフェンダー賞を受賞した。
2001年にサラリーキャップの関係により、コロラド・ラピッズへトレード、その後、コロンバス・クルーへトレードとなった。選手としてのピークは過ぎていたと思われていたものの、一方では、依然MLSのトップレベルにあると考えられ、クルーでは2004年に最優秀ディフェンダー賞の次点に選出され、チームもサポーターズ・シールドを獲得した。同僚であった新進気鋭のナット・ボーチャーズ、チャド・マーシャルの良き先輩として後進の指導にもあたった。2005年に選手生活を終えた。

### 代表でのキャリア
ジャマイカ生まれではあったが、1986年に市民権を獲得した後、代表はアメリカ合衆国を選択した。1988年6月1日、チリ代表戦で初出場し、以後27試合でプレーした。なお、代表最後の出場は、2001年7月6日のエクアドル代表との試合である。

## 指導者経歴
選手として活躍していた1990年代から、ロサンゼルスの女子サッカークラブの指導にあたっていた。引退後の2007年からレアル・ソルトレイクの第3アシスタントコーチを経験し、2011年にチーバスUSAの監督に就任した。
2年間の指揮を執ったチーバスでは、2年目に14試合勝利無しを記録した。そのシーズンオフに、ニューヨーク・レッドブルズから誘いがかかり、監督に就任したマイク・ペッキのもと、アシスタントコーチをしてチームのサポートにあたった。
レッドブルズでの2年を経て、トロントFCのアシスタントコーチとしてグレッグ・ヴァニーのもとで指導にあたった。チーバスの監督
をしていた時には、ヴァニーはアシスタントコーチをしており、立場が逆となったが、トロントでは実質的にはフレイザーを軸に指揮を執っていた。
2019年よりコロラド・ラピッズの監督に就任した。

## 監督成績
2020年3月7日現在
| クラブ             | 就任          | 退任           | 記録 | 記録 | 記録 | 記録 | 記録   |
| クラブ             | 就任          | 退任           | 試   | 勝   | 分   | 敗   | 勝率   |
| ------------------ | ------------- | -------------- | ---- | ---- | ---- | ---- | ------ |
| チーバスUSA        | 2011年1月4日  | 2012年11月10日 | 68   | 15   | 21   | 32   | 022.06 |
| コロラド・ラピッズ | 2019年8月25日 |                | 9    | 7    | 0    | 2    | 077.78 |
| 合計               | 合計          | 合計           | 77   | 22   | 21   | 34   | 028.57 |

- 1.^リーグ、プレーオフ、CONCACAFチャンピオンズリーグを含む

## 獲得タイトル

### 選手として
- MLSカップ 
  - 準優勝 (2回): 1996, 1999
- サポーターズ・シールド 
  - 受賞 (2回): 1998, 2004
  - 次点 (2回): 1996, 1999
- メジャーリーグサッカー 
  - 東地区(レギュラーシーズン)優勝 (1回): 2004
  - 西地区(レギュラーシーズン)優勝 (3回): 1996, 1998, 1999
  - リーグ決勝トーナメント優勝 (2回): 1996, 1999
- CONCACAFチャンピオンズカップ
  - 優勝 (1回) : 2000
  - 準優勝 (1回) : 1997
- MLS最優秀ディフェンダー賞 (2回) :1999, 2004